# 1325
سنة 1325 كانت سنة بسيطة تبدأ يوم الثلاثاء (الرابط يظهر نموذج التقويم الكامل للسنة) من التقويم اليولياني.

## أحداث
- تأسيس مدينة بنيدورم وتقع حاليا في إسبانيا.

## مواليد
- عبد الرحيم العراقي

## وفيات
- أبو الوليد إسماعيل الأول.
- أبو الوليد إسماعيل بن الأحمر.
- أمير خسرو.
- ابن المطهر الحلي.
- دينيس ملك البرتغال.
- غياث الدين تغلق.
- نظام الدين أولياء.
- يوري موسكو.
- بيبرس الدوادار